# Wysoczyzna Sudomska
Wysoczyzna Sudomska (ros.: Судомская возвышенность, Sudomskaja wozwyszennost' ) – wysoczyzna w europejskiej części Rosji, w obwodzie pskowskim, na południe od Porchowa. Wznosi się do 294 m n.p.m. Teren ma charakter pagórkowaty. Wysoczyzna zbudowana jest z dewońskich piaskowców i margli, przykrytych przez morenę i piaski. Występuje duża liczba niewielkich jezior. Dominują lasy świerkowe i sosnowe.